# Tiana (Disney)
Pour les articles homonymes, voir Tiana.
Tiana est un personnage de fiction qui est apparu pour la première fois en 2009 dans le long métrage d'animation La Princesse et la Grenouille. Cette jeune femme vit dans le vieux carré français de La Nouvelle-Orléans pendant les années 1920–1930. Serveuse, elle aspire à avoir son propre restaurant. Dans sa version originale, sa voix est doublée par Anika Noni Rose et pour la version française par China Moses. Le personnage de Tiana fait partie de la franchise Disney Princess.

## Description

### Développement
Tiana est la première princesse Disney afro-américaine et la deuxième Américaine après Pocahontas. Le prénom de la princesse a causé quelques troubles lorsque les studios se sont aperçus que Maddy, le premier nom choisi pour la princesse, était proche de Mammy, considéré comme offensant pour les Afro-Américains. Le nom a depuis été modifié en Tiana.
Tiana est une jeune serveuse et chef de talent qui rêve de posséder son propre restaurant comme son père avant elle. C'est un « diamant brut » qui doit tirer des leçons avant d'atteindre le statut de véritable princesse. Le réalisateur John Musker a déclaré que Tiana sera l'une des héroïnes Disney avec un caractère « plus fort ». C'est une jeune femme de 19 ans motivée, déterminée et indépendante. Elle veut faire les choses à sa façon, sans l'aide de personne. Elle doit apprendre que l'équilibre est important dans la vie ; pour être heureux, elle a besoin de l'amour et d'une carrière professionnelle.
Dans une interview, les réalisateurs John Musker et Ron Clements indiquent s'être inspirés pour les personnages du film de rencontres faites en Nouvelle-Orléans lors de la préparation du film et pour le personnage de Tiana en grande partie de Leah Chase (en), une restauratrice de La Nouvelle-Orléans qui a débuté comme serveuse et a fini par ouvrir son propre restaurant.

### Apparence
Au début du film, on découvre Tiana à l'âge de 5 ans. Tiana est vêtue d'une robe blanche simple avec un tablier quand elle travaille au restaurant. On la découvre dans sa longue robe de bal et avec son diadème avant sa transformation en grenouille. Puis, une fois redevenue humaine, elle porte une robe vert pâle.

## Interprètes
- Voix originale : Anika Noni Rose (Elizabeth M. Dampier pour la voix de la Tiana petite fille)
- Voix allemande : Cassandra Steen (Valerie Ceraolo pour la voix de la Tiana petite fille)
- Voix danoises : Nellie Ettison
- Voix finnoises : Laura Voutilainen
- Voix françaises : China Moses (Clara Quilichini pour la voix de la Tiana petite fille)
- Voix italiennes : Domitilla D'Amico (Karima Ammar pour le chant)
- Voix néerlandaises : Linda Wagenmakers (néerlandais) et Sandrine Van Handenhoven (flamand)
- Voix polonaises : Karolina Trębacz
- Voix québécoises : Kim Jalabert (Nancy Fortin pour le chant et Ludivine Reding pour la voix de la Tiana petite fille)

## Chansons interprétées par Tiana
- La Nouvelle-Orléans (Down In New Orleans)
- Au Bout Du Rêve (Almost There) ou Je suis décidée au Québec.
- Humains Pour La Vie (When We'Re Human) ou Croire aux contes de fées au Québec.
- La Nouvelle-Orléans (final) (Down In New Orleans)
- Ray Hors D'État (Ray Laid Low)